# Starstrukk
«Starstrukk» es una canción grabada por el grupo de música electrónica estadounidense 3OH!3, publicada como segundo y último sencillo para su álbum de estudio, Want, cuenta con la colaboración con la cantante de pop, Katy Perry.
Esta canción aparece en el videojuego de EA Sports, FIFA 11.

## Presentaciones
En los comerciales de Candy Girls se logra escuchar el sencillo "Starstrukk". La canción también aparece en el tercer episodio de la primera temporada de The Vampire Diaries. También fue utilizado durante una vista previa de la película "Couples Retreat", mientras que, la remezcla de Katy Perry está incluida en la banda sonora de la película, En la boda de mi hermana.

## Vídeo musical
El video musical fue dirigido por Marc Klasfeld y fue estrenado por AOL el lunes 8 de junio de 2009. En "detrás de cámaras" del vídeo musical fue publicado antes de la fecha de lanzamiento. Fue grabado en Los Ángeles, California y dirigido por el baterista de Sum 41, Steve Jocz. Según la revista Rolling Stone.
Existen dos versiones de vídeo. La primera es la versión donde cantan solos en la cual están rodeados de chicas en un lugar fosforescente y luego comienzan a huir de ellas.
La segunda versión es más conocida y se trata de un remix con Katy Perry que forma parte de la banda sonora de When in Rome. El vídeo comienza con los integrantes de la banda sacando monedas de una fuente, hecho que provoca que las mujeres que habían arrojado dichas monedas se enamoren y corran hacia ellos (tiene que ver con la trama de la película antes mencionada). También se les ve haciendo otras cosas como cazando o escalando una montaña. Perry aparece cantando con ellos y luego sola dentro de la fuente, mojada y usando un vestido negro y rosa. El video termina con una escena en las que se los ve a ambos, sin Katy Perry, chapoteando en el agua y dos guardias obligándolos a salir. Se da a entender que todo había sido producto de su imaginación.

## Rendimiento en las listas
"Starstrukk" debutó en el Billboard Hot 100 en el Nº95 y alcanzó el puesto Nº66, seis semanas después.
En Canadá, la canción alcanzó el puesto Nº31 en el Canadian Hot 100, convirtiéndose en el grupo de los primeros cuarenta éxitos allí. La canción llegó al top 5 en el UK Singles Chart en diciembre de 2009, la semana de las listas de Navidad. Se quedó en el N.º 5 a la semana siguiente, antes de caer al N.º 6. En enero de 2010 se subió al N.º 3, dándole su máxima posición de éxitos del Reino Unido. "Starstrukk" de 3OH!3 tiene la máxima posición de la lista del Reino Unido. Desde entonces, ha sido certificado con Oro por la British Phonographic Industry (BPI), vendiendo más de 400.000 descargas legales. Alcanzó la posición N.º 4 en las Listas musicales de Australia (ARIA) convirtiéndose en el grupo de segundo éxito en el Top 5 en Australia. En Nueva Zelanda, la canción alcanzó el puesto Nº16.

### Listas
| Australian Singles Chart              | 4  |
| Ö3 Austria Top 40                     | 48 |
| Bélgica Ultratop 50 (Flandes)         | 21 |
| Bélgica Ultratop 40 (Valonia)         | 4  |
| Canadian Hot 100                      | 31 |
| Chile Top 100                         | 30 |
| Los 10 + Pedidos de MTV Latinoamérica | 9  |
| República Checa radiodifusión         | 22 |
| Dinamarca Tracklisten                 | 39 |
| Dutch Top 40                          | 65 |
| Eurochart Hot 100 Singles             | 11 |
| Irish Singles Chart                   | 4  |
| New Zealand Singles Chart             | 16 |
| Eslovaquia radiodifusión              | 20 |
| Suecia                                | 55 |
| UK Singles Chart                      | 3  |
| Billboard Hot 100                     | 66 |

| País        | Certificación | Proveedor |
| ----------- | ------------- | --------- |
| Australia   | 2x Platino    | ARIA      |
| Reino Unido | Oro           | BPI       |